# Singapore Badminton Association
Die Singapore Badminton Association (SBA) ist die oberste nationale administrative Organisation in der Sportart Badminton in Singapur. Der Verband wurde als einer der ersten Badmintonverbände außerhalb Europas 1929 gegründet. 1934 formierte die SBA gemeinsam mit den Assoziationen von Penang, Perak und Selangor die Malayan Badminton Association.

## Geschichte
In der Zeit vor dem Zweiten Weltkrieg bestimmten Spieler wie E. J. Vass, Koh Keng Siang, Leow Kim Fatt, Tan Chong Tee, S. A. Durai, Alice Pennefather, Chionh Hiok Chor und Helen Heng das nationale Geschehen. Nach 1945 gingen sie singapurischen Spieler im Verband Malayas auf und hatten wesentlich Anteil am Gewinn von drei Thomas-Cups. 1952, 1955 und 1958 fand die Endrunde dieser Mannschaftsweltmeisterschaft für Herrenteams in Singapur statt. Wong Peng Soon, Ong Poh Lim und Ismail Marjan gehörten zu den bedeutendsten Spielern dieser Zeit weltweit. 1983 gewann Wong Shoon Keat die erste Goldmedaille im Badminton bei den Südostasienspielen. 2002 gab es die ersten Gold- und Silbermedaillengewinne bei den Commonwealth Games.
Der Verband wurde Mitglied in der Badminton World Federation, damals als International Badminton Federation bekannt, und ebenfalls Mitglied im kontinentalen Dachverband Badminton Asia Confederation, damals noch unter dem Namen Asian Badminton Confederation firmierend.

## Bedeutende Veranstaltungen, Turniere und Ligen
- Singapore Open
- Singapur International
- Einzelmeisterschaft
- Mannschaftsmeisterschaft
- Singapore Pesta
- Konica Cup
- Singapur Juniors

## Präsidenten
| Jahr      | Name            | Quelle |
| --------- | --------------- | ------ |
| 1929–1932 | Tan Boo Teck    | [ 1 ]  |
| 1932–1934 | Poh Chee Juay   | [ 2 ]  |
| 1934–1936 | Tan Boo Teck    | [ 3 ]  |
| 1936–1939 | Chua Keh Hai    | [ 4 ]  |
| 1939–1941 | Goh Hood Kiat   | [ 5 ]  |
| 1947–1954 | Lim Chuan Geok  | [ 6 ]  |
| 1954–1955 | Aw Cheng Chye   | [ 7 ]  |
| 1955–1961 | Wee Kim Wee     | [ 8 ]  |
| 1961–1965 | Lim Kim Peow    | [ 9 ]  |
| 1965–1967 | Siow Watt Soon  | [ 10 ] |
| 1967–1972 | Ong Pang Boon   | [ 11 ] |
| 1972–1973 | Wong Lin Ken    | [ 12 ] |
| 1973–1974 | Danny Wong      | [ 13 ] |
| 1974–1975 | A. W. Kirby     | [ 14 ] |
| 1975–1981 | Lee Kin Tat     | [ 15 ] |
| 1981–1991 | Ong Teng Cheong | [ 16 ] |
| 1991–1997 | Lee Yock Suan   | [ 17 ] |
| 1997–2002 | Wang Kai Yuen   | [ 18 ] |
| 2002–2008 | Lim Swee Say    | [ 19 ] |
| 2008–2016 | Lee Yi Shyan    | [ 20 ] |
| 2016–2018 | Tan Kian Chew   | [ 21 ] |
| 2018–     | Lawrence Leow   | [ 22 ] |